# Danse calédonienne
 (mars 2022).
Si vous disposez d'ouvrages ou d'articles de référence ou si vous connaissez des sites web de qualité traitant du thème abordé ici, merci de compléter l'article en donnant les références utiles à sa vérifiabilité et en les liant à la section « Notes et références ».

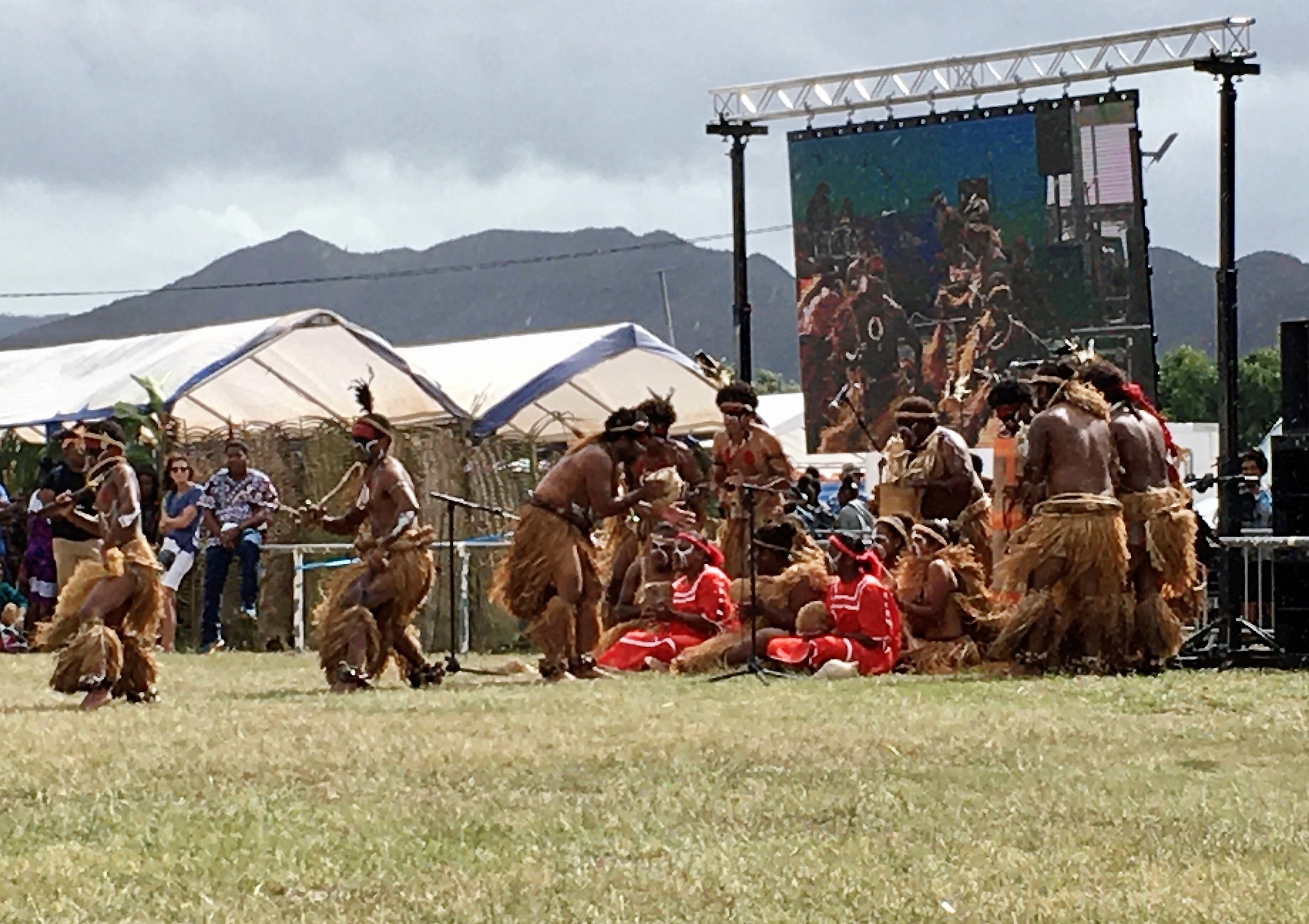
Une danse kanak à Canala en 2021

La danse calédonienne fait partie de la culture traditionnelle de Nouvelle-Calédonie.

## Danses mélanésiennes
Les spécificités des danses kanak s'apprécient par comparaison avec les autres traditions de danse du monde océanien, mélanésien et polynésien.
Après la prise de possession par la France de la Nouvelle-Calédonie en 1853, les cérémonies traditionnelles de chants et de danses kanak sont interdites. Par la suite la dépopulation qui a accompagné la colonisation aurait pu tout faire disparaître.
Ces danses s'exécutent sur des chants et des musiques caractérisés par le rythme kanak.

## Contexte matériel

### Instruments de musique
- aérophones
  - rhombe en folille de cocotier ou fruit du cycas, anche libre en herbe,
  - flûte droite, flûte à eu, flûte de Pan, flûte à piston, flûte à encoche,
  - flûte traversière en roseau, courbe, buccale, mesurant entre 100 et 150 centimètres,
  - sifflet rudimentaire, en bois et ficelle,
  - clarinette rudimentaire, en feuilles d'herbe,
  - hautbois en herbes,
  - conque de triton (Louise Michel),
- idiophones
  - demi-noix de coco évidées entrechoquées,
  - pierres entrechoquées,
  - morceaux de tuyau en PVC ou tout autre matériau moderne, entrechoqués ou frappés, etc.,
  - battoir en écorce de figuier, de forme triangulaire, de 30 à 50 cm, empli de matières végétales, frappé par une baguette s'il est gros, ou entrechoqué,
  - bambou pilonnant, de 100 à 140 cm de long, de 10 à 25 cm de diamètre, frappé verticalement contre le sol, en nombre pair au départ,
  - tambour à fente, en bois de cocotier, ou en bambou à nœuds percés, de 50 à 200 cm de long, pour 20 à 30 cm de diamètre, frappé avec un ou plusieurs bâtons,
  - paquet de feuilles empilées, liées, gansées, rond, plutôt plat, long de 15 à 30 cm, épais de 5 à 10 cm, frappé par l'autre main,
  - feuilles séchées frictionnées,
  - spathe de chou palmiste (gousse sèche), frappé ou gratté,
  - sonnaille de colonnes d'anneaux de jeunes feuilles de cocotier ou de fruits secs,
  - calebasse creuse et sèche pilonnante,
  - guimbarde, depuis 1850, métallique, ou en foliole de cocotier,

### Apparat des danseurs
- costume, originellement du quotidien, désormais de ressourcement, en matières végétales,
  - jambières,
  - jupe, en fibres de branches de bourao ou de feuilles de pandanus, ou de feuilles de cocotier
  - ceinture, en liane,
  - bracelets de mi-bras,
  - écharpe,
  - couronne, en liane, avec des feuilles vertes tressées,
- teintures végétales, rouge de sous-couche d'écorce de palétuvier,
- masque,
- arme traditionnelle, casse-tête, sagaie,
- bouquet en filaments végétaux, pwêêti, ou équivalent,

### Maquillage
- noir de fruits de bancoulier grillés ou cuits,
- rouge des fruits secs de mâta (Bixa orellana),
- blanc de calcaire ou de chaux,

## Danses kanak

### Temps anciens
Le Père Lambert propose une classification des danses disparues (et partiellement réinventées, presque à chaque performance).

#### Danses intérieures
Elles ont lieu, quotidiennement ou presque, sans grande préparation, à l'intérieur des grandes maisons collectives traditionnelles, la masculine et la féminine :
- l'ouaï, en paiement de travail collectif pour personne sans ressource, et
- le tsianda, pour tout échange d'objets entre individus, accompagnée de chants et du son d'un bambou creux, sans doute la danse assise de Leenhardt.

#### Danses extérieures
Elles ont lieu de manière exceptionnelle (naissance, mariage, mort, alliance, guerre), en grand groupe, en dehors des cases. Ces cérémonies, qui peuvent durer plusieurs jours, voire semaines, ont un caractère sacré et une dimension de distribution de nourriture. 
La danse en rond, propriété de tous, est présente presque lors de chaque cérémonie.
- Le pilou, pwölu, pila, est un événement, et se compose de plusieurs phases. 
  - le discours sur la perche
    - l'animateur et le crieur préparent l'auditoire,
    - l'orateur du clan invitant monte sur une grande branche plantée en terre, énumère les alliances du clan, et/ou raconte les origines du clan,
    - l'orateur offre rituellement des vivres,
    - chaque clan invité envoie un orateur, qui prononce un discours, généralement de réponse au discours de l'invitant,
    - l'orateur du clan invitant, entouré des hommes de son groupe social, armés ou non, écoutent et apprécient son discours, par chuintements ou sifflements,
    - les hommes dansent sur place à pas glissants, en avant et en arrière,

  - la danse boria, 4e période du pilou, danse en rond, danse des dieux, des esprits, des morts,
    - nocturne, sans feu,
    - en cercle, autour de la perche,
    - au rythme des percussions de l'orchestre placé autour de la perche,
    - pour tous, corps barbouillé de noir, avec banderoles, sagaies, casse-terre,
    - avec cris, sifflements, chuintements,
    - périphérie éventuellement avec groupe tournant en sens opposé,
    - joie universelle de participer à ces réjouissances, danse du monde.

- Le vikai,
- Le karé.

### Danses imitatives

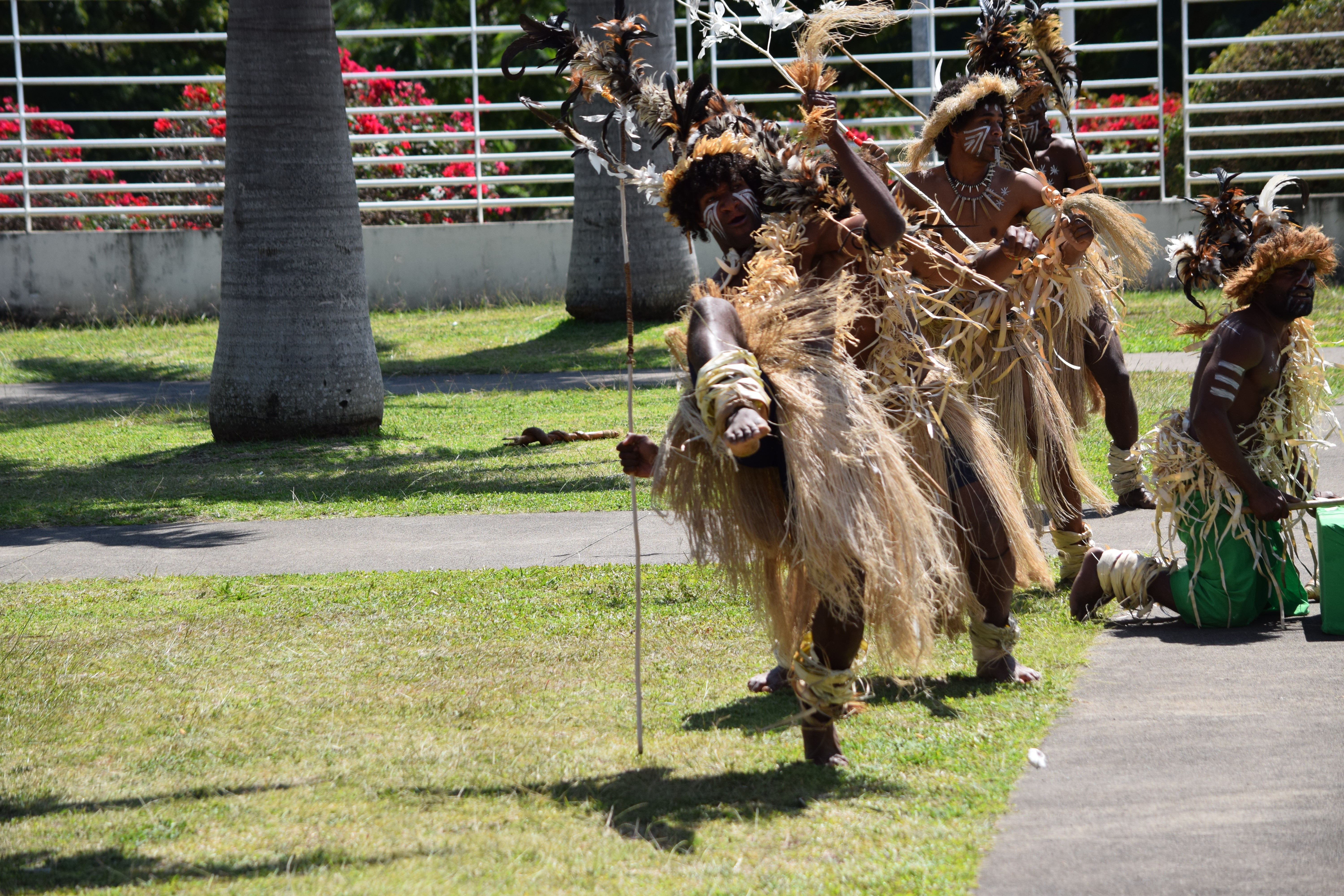
Bua réalisé à l'université de la Nouvelle-Calédonie à Nouméa dans le cadre du festival Waan-dance en septembre 2010.

Les jeunes du groupe paternel invitent les jeunes du clan utérin, par l'envoi d'un bouquet d'herbes (en filaments végétaux). 
Un maître de danse dirige les jeunes hommes, et annonce les mouvements de ces figures de danse.
Une danse imitative appartient au groupe qui l'a créée. Une personne (ou un petit groupe) en est responsable, qu'il l'ait reçue en rêve ou qu'il l'enseigne, et la transmette. Nul ne peut l'exécuter sans lui en avoir demandé l'autorisation. Les répétitions s'effectuent sous sa responsabilité attentive. Les costumes sont alors réalisés. Costumes et maquillages sont revêtus seulement dans l'heure qui précède la performance. Après l'éventuel discours de présentation, l'acheminement vers le lieu de la danse participe de celle-ci. Le caractère secret en est parfois signalé par le masquage de l'entrée par le groupe de musiciens. Un remerciement coutumier peut se dérouler au tout début, mais l'admiration individuelle peut amener tel spectateur à glisser un billet en cours de danse.
Elles peuvent être des morts, des dieux, des femmes du clan maternel, d'ostentation, de guerre, de secours, elles se font avec des gestes, synchronisés avec la musique.
- danses avec gestes synchronisés : activités quotidiennes, sans lien direct avec l'histoire du clan, avec séquences séparées par de courtes pauses, en progression lente, en synchronisation avec la musique,
  - exercices guerriers masculins, attaque ou défense, avec armes traditionnelles, avec mouvements vigoureux, comme le bua de la tribu de Kedeigne à Lifou,
  - gestes de chasse, de pêche, de construction de case,
  - activités agricoles ou villageoises, plus douces,
- danses théâtrales, rappelant une partie de tel mythe du groupe social dansant, avec scénarisation,
- danses intermédiaires,
  - yace (Wapan, Île des Pins), héros Nankwa,
  - sodi, arawi, kaolea, konvac, galawitch (Îles Belep), fécondité,
  - wanuname (Mouli, Ouvéa), voyage de l'homme-anguille, depuis l'îlot Bagaap jusqu'à son installation à Ouvéa,
  - drui (Dueulu),
  - danses sans formation en carré(s).

## Relevé
Chaque type de danse s'accompagne de musique et de chant. Par exception, certaines sont sans chant et/ou sans musique. Les noms qui suivent renvoient à des danses ou à des chants liés à telle danse. 

### Danses de la Grande-Terre
- ae-ae, tchap, pilou

### Danses de Maré
- doh, tapera, cap, kutera, pehua (be be nod, be ko be), wahieko, nymenatro, wayai, pe rue cakai, wa bieng(o), saso, et d'autres encore.

### Danses de Lifou
- uke hajiu, bua, drui, fehoa, wejein, etc.

### Danses d'Ouvéa
- wahaihai, fehuâ, sele weilewei, faimanu, waneuname, seloo, etc.

## Danses du temps présent
Les pilous n'ont plus guère de raisons d'exister. Leurs successeurs sont les festivals de danse(s).

### Festivals de danse traditionnelles
Depuis 2009, la commune de Poum programme un festival de danse, de musique et de chant, à Poum et Tiabet, Festival Shaxhabign.

### Troupes de spectacles de scène

#### Nouméa
- Compagnie de danse professionnelle et amateur du Pôle Chorégraphique Contemporain de Nouvelle-Calédonie

#### Grand Nouméa
- Karbal Nouméa Ballet, de Sthan Kabar-Louët
- Charles Brécard
- Compagnie Moebius, Quentin Rouiller
- Yoan Ouchot

#### Îles Loyauté
- Wetr : Xötr
- Wenic Béarune, Troupe Roiso,
- Troupe Taguy LaRoche
- Compagnie Nyian (Ouvéa), Richard Digoué[4]
- Wië Me Hatr, tribu de Wiwatul (Lifou)

### Festivals de spectacle vivant dans l'Hexagone
En 2012, la chorégraphe Régine Chopinot présente au festival d'Avignon Very Wetr, un spectacle avec des danseurs amateurs de Nouvelle-Calédonie.

## Dispositifs
Les diverses institutions (Ville de Nouméa, Province Sud) :
- financement : subvention, achat de spectacles, achat d'ateliers, Chapeau l'Artiste,
- Art'Pé Danse,
- accompagnement : le Rex Nouméa, Danse ma Ville, la quinzaine du hip-hop,

Le conservatoire de musique et de danse de Nouvelle-Calédonie, classique, contemporaine et moderne-jazz.
Les écoles de danse : Hip-Hop Posuë, Pazapa, Art & Mouvment, L'Avant-scène (Sthan Kabar-Louët)…